# Maud Rutgers
Maud Louise Corinne Rutgers (24 augustus 2005) is een Nederlands voetbalster die uitkomt voor PEC Zwolle in de Eredivisie.

## Carrière
Rutgers debuteerde op zondag 23 oktober 2022 voor PEC Zwolle in een wedstrijd tegen Feyenoord door in de basis. Ze tekende op 19 augustus 2025 een nieuw contract tot medio 2026.

### Carrièrestatistieken
| Seizoen                         | Club            | Land            | Competitie         | Competitie | Competitie | Beker | Beker | Internationaal | Internationaal | Overig | Overig | Totaal | Totaal |
| Seizoen                         | Club            | Land            | Competitie         | Wed.       | Dlp.       | Wed.  | Dlp.  | Wed.           | Dlp.           | Wed.   | Dlp.   | Wed.   | Dlp.   |
| ------------------------------- | --------------- | --------------- | ------------------ | ---------- | ---------- | ----- | ----- | -------------- | -------------- | ------ | ------ | ------ | ------ |
| 2022/23                         | PEC Zwolle      | Nederland       | Vrouwen Eredivisie | 14         | 0          | 1     | 0     | –              | –              | –      | –      | 15     | 0      |
| 2023/24                         | PEC Zwolle      | Nederland       | Vrouwen Eredivisie | 10         | 1          | 0     | 0     | –              | –              | –      | –      | 10     | 1      |
| 2024/25                         | PEC Zwolle      | Nederland       | Vrouwen Eredivisie | 22         | 1          | 0     | 0     | –              | –              | –      | –      | 23     | 0      |
| 2025/26                         | PEC Zwolle      | Nederland       | Vrouwen Eredivisie | 0          | 0          | 0     | 0     | –              | –              | 0      | 0      | 0      | 0      |
| Carrière totaal                 | Carrière totaal | Carrière totaal | Carrière totaal    | 46         | 1          | 2     | 0     | 0              | 0              | 0      | 0      | 48     | 1      |
| Bijgewerkt tot 19 augustus 2025 |                 |                 |                    |            |            |       |       |                |                |        |        |        |        |

## Interlandcarrière

### Nederland onder 19
Op 11 november 2022 debuteerde Rutgers bij het Nederland –19 in een vriendschappelijke wedstrijd tegen Noorwegen –19 (3–0).
| Interlands van Maud Rutgers  | Interlands van Maud Rutgers  | Interlands van Maud Rutgers  | Interlands van Maud Rutgers  | Interlands van Maud Rutgers  | Interlands van Maud Rutgers  |
| №                            | Datum                        | Wedstrijd                    | Uitslag                      | Soort wedstrijd              | Doelpunten                   |
| Als speelster bij PEC Zwolle | Als speelster bij PEC Zwolle | Als speelster bij PEC Zwolle | Als speelster bij PEC Zwolle | Als speelster bij PEC Zwolle | Als speelster bij PEC Zwolle |
| ---------------------------- | ---------------------------- | ---------------------------- | ---------------------------- | ---------------------------- | ---------------------------- |
| 1.                           | 11 november 2022             | Noorwegen – Nederland        | 0 – 3                        | Vriendschappelijk            | 0                            |
| 2.                           | 14 november 2022             | Nederland – Engeland         | 2 – 1                        | Vriendschappelijk            | 0                            |
| 3.                           | 16 februari 2023             | Nederland – Zwitserland      | 2 – 0                        | Vriendschappelijk            | 0                            |
| 4.                           | 21 februari 2023             | Nederland – Spanje           | 2 – 1                        | Vriendschappelijk            | 0                            |
| 5.                           | 5 april 2023                 | Nederland – Bulgarije        | 5 – 0                        | Kwalificatie EK 2023         | 0                            |
| 6.                           | 8 april 2023                 | Nederland – België           | 2 – 1                        | Kwalificatie EK 2023         | 0                            |
| 7.                           | 11 april 2023                | Finland – Nederland          | 0 – 2                        | Kwalificatie EK 2023         | 0                            |

### Nederland onder 17
Op 8 september 2021 debuteerde Rutgers bij het Nederland –17 in een vriendschappelijke wedstrijd tegen België –17 (3–0).
| Interlands van Maud Rutgers  | Interlands van Maud Rutgers  | Interlands van Maud Rutgers       | Interlands van Maud Rutgers  | Interlands van Maud Rutgers  | Interlands van Maud Rutgers  |
| №                            | Datum                        | Wedstrijd                         | Uitslag                      | Soort wedstrijd              | Doelpunten                   |
| Als speelster bij PEC Zwolle | Als speelster bij PEC Zwolle | Als speelster bij PEC Zwolle      | Als speelster bij PEC Zwolle | Als speelster bij PEC Zwolle | Als speelster bij PEC Zwolle |
| ---------------------------- | ---------------------------- | --------------------------------- | ---------------------------- | ---------------------------- | ---------------------------- |
| 1.                           | 8 september 2021             | België – Nederland                | 0 – 3                        | Vriendschappelijk            | 0                            |
| 2.                           | 2 oktober 2021               | Nederland – Slovenië              | 3 – 0                        | Kwalificatie EK 2022         | 0                            |
| 3.                           | 5 oktober 2021               | Tsjechië – Nederland              | 1 – 1                        | Kwalificatie EK 2022         | 0                            |
| 4.                           | 2 maart 2021                 | Spanje – Nederland                | 5 – 2                        | Vriendschappelijk            | 0                            |
| 5.                           | 16 maart 2022                | Nederland – Montenegro            | 11 – 0                       | Kwalificatie EK 2022         | 0                            |
| 6.                           | 3 mei 2022                   | Bosnië en Herzegovina – Nederland | 0 – 8                        | EK 2022                      | 0                            |
| 7.                           | 6 mei 2022                   | Duitsland – Nederland             | 2 – 0                        | EK 2022                      | 0                            |
| 8.                           | 9 mei 2022                   | Nederland – Denemarken            | 1 – 1                        | EK 2022                      | 0                            |
| 9.                           | 15 mei 2022                  | Frankrijk – Nederland             | 2 – 0                        | Play-off WK ticket           | 0                            |

### Nederland onder 16
Op 6 juli 2021 debuteerde Rutgers bij het Nederland –16 in een vriendschappelijke wedstrijd tegen Denemarken –16 (5–0).
| Interlands van Maud Rutgers  | Interlands van Maud Rutgers  | Interlands van Maud Rutgers  | Interlands van Maud Rutgers  | Interlands van Maud Rutgers  | Interlands van Maud Rutgers  |
| №                            | Datum                        | Wedstrijd                    | Uitslag                      | Soort wedstrijd              | Doelpunten                   |
| Als speelster bij PEC Zwolle | Als speelster bij PEC Zwolle | Als speelster bij PEC Zwolle | Als speelster bij PEC Zwolle | Als speelster bij PEC Zwolle | Als speelster bij PEC Zwolle |
| ---------------------------- | ---------------------------- | ---------------------------- | ---------------------------- | ---------------------------- | ---------------------------- |
| 1.                           | 6 juli 2021                  | Denemarken – Nederland       | 0 – 4                        | Vriendschappelijk            | 0                            |
| 2.                           | 9 juli 2021                  | Faeröer – Nederland          | 0 – 5                        | Vriendschappelijk            | 0                            |
| 3.                           | 12 juli 2021                 | Nederland – Zweden           | 5 – 0                        | Vriendschappelijk            | 0                            |